# Distrito de Huancabamba (Piura)
El distrito de Huancabamba es uno de los ocho que conforman la provincia de Huancabamba ubicada en el departamento de Piura, en el norte del Perú.
Desde el punto de vista de la jerarquía de la Iglesia católica, forma parte de la Diócesis de Chulucanas.

## Historia
El distrito de Huancabamba fue creado en los primeros años de la República.

## Geografía
La población censada en el año 2007 en el distrito es de 30 116 habitantes.
Su capital, la ciudad de Huancabamba, está a 1933 m s. n. m..
Dentro de sus caseríos y localidades se encuentran Laumache, Lucho y Matara.

## Autoridades

### Municipales
- 2015-2018[3]
  - Alcalde: Marco Napoleón Velasco García, del Movimiento independiente Fuerza Regional (FR).
  - Regidores: José Abel Rivera Melendres (FR), Ernesto Efraín Vela Carrasco (FR), César Manuel Espinoza Saucedo(FR), Gabby Mabel Córdova Mezones (FR), Alcira Marino García Ordóñez (FR), Pilar Facundo Castillo (FR), Máximo Víctor Mijahuanca Campos (FR), Arminda Bermeo Torres (Movimiento de Afirmación Social - Acción), Pedro Pusma Guerrero (Movimiento de Afirmación Social - Acción), Patricia Yovany Ramírez Huamán (Fuerza Alianza para el Pogreso), Huber Martín Bobadilla Guerrero (Agro Si).
- 2011-2014
  - Alcalde: Wilson Ramiro Ibáñez Ibañez, del Movimiento Agro Si) (AS).
  - Regidores: Joaquín Chinchay Julca (AS), Eladio Zeña Carrasco (AS), Vicente Moreno Ortiz (AS), Percy Cruz Quiroz (AS), Deysi Chinguel Santos (AS), Huber Martín Bobadilla Guerrero (AS), Neptali Silva Facundo (AS), Natividad Ausberto Romero Frías (Alianza para el Progreso), Ananías Velásquez Torres (Somos Perú), Vicente Nuñez Salazar (Somos Perú), Richard Alfredo Tripul Peña, del Frente Amplio Campesino Urbano (FACU)[4]

### Policiales
- Comisario: Comandante PNP Oscar Novoa Boza.

### Religiosas
- Diócesis de Chulucanas[5]
  - Obispo: Mons. Daniel Thomas Turley Murphy (OSA).[6]
- Parroquia
  - Párroco: Pbro.

## Festividades
- Julio: Virgen del Carmen
- Octubre: Señor de los Milagros

## Como llegar
Huancabamba está a 193 km de la ciudad de Piura tomando parte de la vía llamada Interoceánica Norte que sale desde el puerto de Paita hasta Yurimaguas.
Saliendo de la ciudad de Piura, se pasa por los pueblos de San José y Virgen de Guadalupe y el desvío a Chulucanas, para tomar a la altura del km 192 un desvío a la izquierda hacia el distrito de Carrasquillo, desvió a Morropón, distrito de Buenos Aires y bordea el Área de Conservación Regional Bosques de Salitral, distrito de Canchaque, desvío al distrito de San Miguel del Faique hasta llegar finalmente a Huancabamba.